# Henrik Beaufort, 3:e hertig av Somerset
Henrik Beaufort, 3:e hertig av Somerset, född 1436, död 1464, var en betydelsefull lancastrisk befälhavare under Rosornas krig.  
Somerset var son till Edmund Beaufort, 2:e hertig av Somerset och Eleanor Beauchamp, dotter till Rikard Beauchamp, earl av Warwick. Han var kusin med Margareta Beaufort och Rikard Neville, earl av Warwick, och farbror till Henrik Stafford.
Somerset stred i Första slaget vid St Albans (1455), där han blev allvarligt skadad och fadern dödad. Han var en av de ledande lancastriska befälhavarna vid Slaget vid Wakefield, det Andra slaget vid St Albans och Slaget vid Towton, och flydde in i Skottland efter det sista av dessa. 
Från Skottland fortsatte han till Frankrike för att förhandla till sig hjälp och mot England på kortare kusträder och borgbelägringar. Efter att han kapitulerat vid en belägring, visade han vilja att fredsförhandla med kung Edvard. Kungen behövde vinna över några av de lancastriska befälhavarna för att säkra sin plats på tronen och därför skonade han Somerset 1462, och gav honom åter hans indragna titlar och landområden. 
Följande år höll sig Somerset väl med Edvard, och fanns vid hovet och gav honom militära råd. Men i slutet av 1463 gick han tillbaka till den lancastriska sidan och skyndade sig norrut för att samla ihop trupper. I maj 1464, besegrades han vid Slaget vid the Hexham, och halshöggs kort därefter. 
Somerset efterlämnade inga legitima barn, bara en illegitim son, Charles Somerset, 1:e earl av Worcester, från vilken earlerna och markiserna av Worcester, och senare hertigarna av Beaufort, härstammar.